# Mistrzostwa Europy w Lekkoatletyce 2018 – chód na 20 km kobiet
Chód na 20 kilometrów kobiet – jedna z konkurencji biegowych rozgrywanych podczas lekkoatletycznych mistrzostw Europy w Berlinie.
Tytułu sprzed czterech lat nie broniła Rosjanka Elmira Alembiekowa.

## Terminarz
| Data        | Godzina |       |
| ----------- | ------- | ----- |
| 11 sierpnia | 10:55   | Finał |

## Rekordy
|                                        | Zawodniczka       | Wynik   | Miejsce    | Data                 |
| -------------------------------------- | ----------------- | ------- | ---------- | -------------------- |
| Rekord świata                          | Jelena Łaszmanowa | 1:23:39 | Czeboksary | 9 czerwca 2018(dts)  |
| Rekord Europy                          | Jelena Łaszmanowa | 1:23:39 | Czeboksary | 9 czerwca 2018(dts)  |
| Rekord mistrzostw Europy               | Olimpiada Iwanowa | 1:26:42 | Monachium  | 6 sierpnia 2002(dts) |
| Najlepszy wynik na świecie w 2018 roku | Jelena Łaszmanowa | 1:23:39 | Czeboksary | 9 czerwca 2018(dts)  |
| Najlepszy wynik w Europie w 2018 roku  | Jelena Łaszmanowa | 1:23:39 | Czeboksary | 9 czerwca 2018(dts)  |

## Rezultaty

### Finał
Źródło: european-athletics.org.
| Poz. | Zawodniczka                | Reprezentacja   | Czas    | Uwagi     |
| ---- | -------------------------- | --------------- | ------- | --------- |
| 01 ! | María Pérez                | Hiszpania       | 1:26:36 | CR        |
| 02 ! | Anežka Drahotová           | Czechy          | 1:27:03 | SB        |
| 03 ! | Antonella Palmisano        | Włochy          | 1:27:30 | SB        |
| 4.   | Brigita Virbalytė-Dimšienė | Litwa           | 1:27:59 | NR        |
| 5.   | Živilė Vaiciukevičiūtė     | Litwa           | 1:28:07 | NU23R     |
| 6.   | Laura García-Caro          | Hiszpania       | 1:28:15 | PB        |
| 7.   | Inna Kaszyna               | Ukraina         | 1:29:16 |           |
| 8.   | Ana Cabecinha              | Portugalia      | 1:29:49 |           |
| 9.   | Valentina Trapletti        | Włochy          | 1:29:57 | PB        |
| 10.  | Nadija Borowśka            | Ukraina         | 1:30:38 |           |
| 11.  | Meryem Bekmez              | Turcja          | 1:31:00 | WU20L     |
| 12.  | Raquel González            | Hiszpania       | 1:31:48 |           |
| 13.  | Antigoni Drisbioti         | Grecja          | 1:32:16 | SB        |
| 14.  | Emilia Lehmeyer            | Niemcy          | 1:32:36 | PB        |
| 15.  | Émilie Menuet              | Francja         | 1:32:49 | SB        |
| 16.  | Saskia Feige               | Niemcy          | 1:32:57 | PB        |
| 17.  | Wiktoryja Raszczupkina     | Białoruś        | 1:33:12 |           |
| 18.  | Marija Filiuk              | Ukraina         | 1:33:34 | PB        |
| 19.  | Ana Veronica Rodean        | Rumunia         | 1:33:39 | PB        |
| 20.  | Teresa Zurek               | Niemcy          | 1:35:58 |           |
| 21.  | Katarzyna Zdziebło         | Polska          | 1:36:01 |           |
| 22.  | Bethan Davies              | Wielka Brytania | 1:36:50 |           |
| 23.  | Elisa Neuvonen             | Finlandia       | 1:37:12 |           |
| 24.  | Barbara Kovács             | Węgry           | 1:39:35 |           |
| 25.  | Rita Récsei                | Węgry           | 1:42:55 |           |
| 26.  | Andreea Arsine             | Rumunia         | 1:43:21 |           |
| 27 ! | Edna Barros                | Portugalia      | DNF     |           |
| 28 ! | Eleonora Giorgi            | Włochy          | DSQ     | 230.7 (a) |
| 28 ! | Heather Lewis              | Wielka Brytania | DSQ     | 230.7 (a) |